# Verformung

Verformung eines geraden Stabes/einer geraden Platte in einen Kreis/ein Rohr.

Verzerrung eines Quadrates zu einem rautenähnlichen 4-Eck, beispielsweise durch eine Schubkraft bzw. Scherbelastung.

Objekt wird von undeformierter Ausgangslage in eine verformte Lage bewegt.

Als Verformung (auch Deformation oder Verzerrung bezeichnet) eines Körpers bezeichnet man in der Kontinuumsmechanik die Änderung seiner Form infolge der Einwirkung einer äußeren Kraft bzw. mechanischer Spannung. Die Deformation kann als Längenänderung (Dehnung) oder als Winkeländerung (Scherung) in Erscheinung treten. 
Eine Verformung kann mithilfe von Verschiebungsgradient, dem komplexeren Deformationsgradient sowie dem resultierenden Verzerrungstensors dargestellt werden. 
Die der äußeren Kraft entgegengesetzte Kraft des Körpers ist der Verformungswiderstand, abhängig von der Materialfestigkeit.
Die Formgebung von Werkstücken im Maschinenbau wird als Umformung bezeichnet.

## Unterteilungen
Verformungen lassen sich zerlegen in:
- einen isotropen Anteil (isotrope Größenänderung unter Beibehalten der Form) und
- einen deviatorischen Anteil (Änderung der Form unter Beibehalten des Volumens).

Außerdem bestehen Verformungen aus
- elastischen (reversiblen) Anteilen und
- plastischen (irreversiblen) Anteilen.

Weiterhin werden Verformungen unterteilt in
- spontane Verformungen und
- viskose Verformungen.

## Reversible elastische Verformung
Eine reversible – also eine umkehrbare oder nicht dauerhafte – Verformung nennt man elastische Verformung. Die dazugehörige Werkstoffeigenschaft wird Elastizität genannt. 
Das Hookesche Gesetz beschreibt die relative elastische Dehnung {\displaystyle \varepsilon _{\text{elastisch}}} als proportional zur Spannung {\displaystyle \sigma } bzw. der Kraft {\displaystyle F} auf die Querschnittsfläche {\displaystyle A} eines Körpers. Der Dehnungs- oder Elastizitätsmodul {\displaystyle E} ist eine Materialkonstante.
{\displaystyle \varepsilon _{\text{elastisch}}={\frac {dF}{E\cdot dA}}={\frac {\sigma }{E}}}
Für eine Kraft, die tangential auf eine Fläche wirkt (Scherung), gilt der Torsions- oder Schubmodul {\displaystyle G}. Die Poisson-Zahl oder Querkontraktionszahl {\displaystyle \nu } ist ebenfalls eine Materialkonstante und steht mit Elastizitätsmodul und Schubmodul durch folgende Beziehung im Zusammenhang: 
{\displaystyle E=2G(1+\nu )}

## Irreversible plastische Verformung

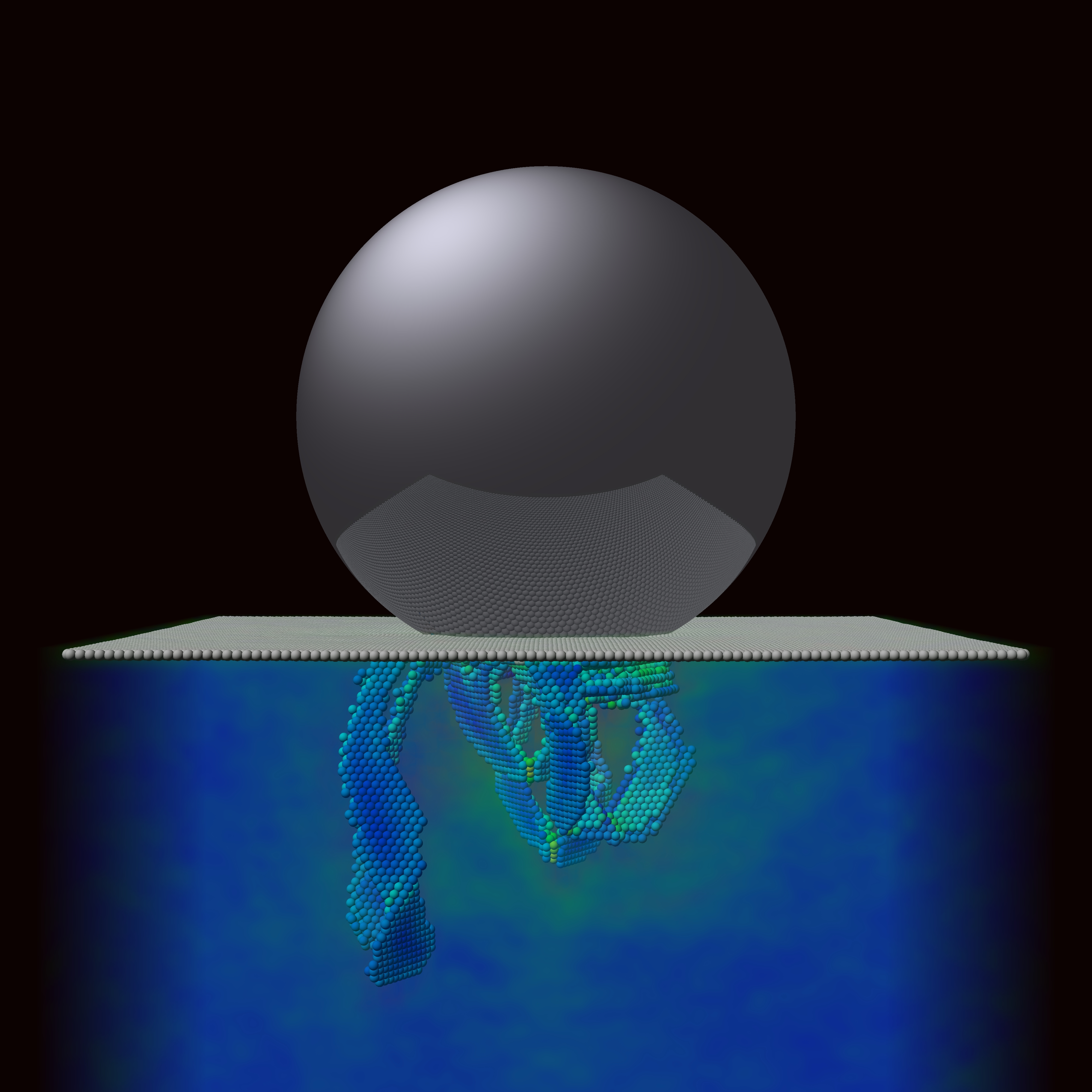
Atomistische Sicht auf die plastische Deformation unter einem sphärischen Indenter in (111)-Kupfer. Alle Atome in idealer Gitterstruktur sind weggelassen, und der Farbcode zeigt das Spannungsfeld nach von Mises an.

Eine irreversible, dauerhafte Verformung findet ab dem Erreichen einer Elastizitätsgrenze statt und wird plastische Verformung genannt. Voraussetzung hierfür ist, dass ein Werkstoff umformbar ist und die Verformungsenergie absorbieren kann. Die dazugehörige Eigenschaft eines Werkstoffes wird auch Duktilität genannt. 
Die irreversible Verformung von Werkstoffen ohne Fließgrenze (z. B. die meisten Flüssigkeiten) nennt man viskose Verformung.
Die Plastizität eines Werkstoffes ist abhängig von der Temperatur. Bei Raumtemperatur lassen sich ein Großteil der Metalle nur schwer kaltverformen, weshalb sie erhitzt werden, um sie zu bearbeiten. Die maximal widerstandene Kraft bzw. Spannung vor einem Materialversagen ist die Festigkeit. Je nach Beanspruchung wird unterschieden in Druck-, Biegefestigkeit oder Warmfestigkeit.
Bei sehr hoher Sprödigkeit bricht der Werkstoff, ohne sich vorher relevant zu verformen. Bei Gesteinen ist dies erst bei Verschiebungen im Millimeter- bis Zentimeterbereich pro Jahr der Fall, während langsamere Vorgänge plastisch ablaufen (siehe Falte (Geologie), Tektonik).
Auf der Nanoskala kann auch die primäre plastische Deformation vollständig reversibel sein. Dies setzt voraus, dass noch kein Materialtransport in Form von Quergleiten eingesetzt hat.